# 瓦市镇
瓦市镇，是中华人民共和国四川省自贡市沿滩区下辖的一个乡镇级行政单位。

## 行政区划
瓦市镇下辖以下地区：
瓦宅铺社区、洪沟社区、古塘村、新塘村、华山村、王家村、双塘村、方湾村、长乐村、卫家村、老豆村、沱湾村、沙溪村、玉吉村、点灯村、永乐村、引水村、刘山村、大觉村、汪坝村、田铺村、洪湾村、合星村、皂桷村、楼房村、金沙村、平安村和永发村。
2019年9月将瓦市镇田铺村、汪坝村、洪湾村、永发村、平安村、洪沟社区所属行政区域划归沿滩镇管辖。